# فرورفتگی چویر
فرورفتگی چویر (به لاتین: Choir Depression) یک فرورفتگی و ناحیه پست در مغولستان است. فرورفتگی چویر 1269 متر بالاتر از سطح دریا واقع شده‌است.